# Handball-Bundesliga (Frauen) 2023/24
Die Handball-Bundesliga 2023/2024 war die 48. Spielzeit der höchsten deutschen Spielklasse im Handball der Frauen in der Geschichte der Bundesliga. Die Saison begann im September 2023 und endete im Mai 2024. Meister wurde die SG BBM Bietigheim.

## Modus
In dieser Saison spielten 14 Mannschaften im Modus Jeder gegen Jeden mit je einem Heim- und Auswärtsspiel um die Deutsche Meisterschaft. Der Tabellenerste am letzten Spieltag war Deutscher Meister 2024. Die Mannschaften auf den letzten drei Tabellenplätzen stiegen ab in die 2. Bundesliga 2024/25.
Für die nächste Saison sollte die Liga auf 12 Mannschaften verkleinert werden, somit gab es 3 Absteiger und nur einen Aufsteiger. Sollte der Aufsteiger auf den Platz in der Bundesliga verzichten, würde es einen Absteiger weniger geben. Eine Relegation, wie die letzten Jahre, gab es nicht.

## Saison

### Tabelle
| Pl.                                                        | Verein                    | Sp. | S  | U | N  | Tore      | Diff. | Punkte  |
| ---------------------------------------------------------- | ------------------------- | --- | -- | - | -- | --------- | ----- | ------- |
| 1.                                                         | SG BBM Bietigheim (M) (P) | 26  | 24 | 2 | 0  | 0907:6260 | +281  | 050:20  |
| 2.                                                         | HSG Bensheim/Auerbach     | 26  | 20 | 2 | 4  | 0793:7110 | +82   | 042:100 |
| 3.                                                         | Thüringer HC              | 26  | 19 | 1 | 6  | 0847:6790 | +168  | 039:130 |
| 4.                                                         | BVB Dortmund Handball     | 26  | 19 | 1 | 6  | 0719:6370 | +82   | 039:130 |
| 5.                                                         | TuS Metzingen             | 26  | 16 | 0 | 10 | 0773:7170 | +56   | 032:200 |
| 6.                                                         | HSG Blomberg-Lippe        | 26  | 16 | 0 | 10 | 0743:7020 | +41   | 032:200 |
| 7.                                                         | VfL Oldenburg             | 26  | 14 | 1 | 11 | 0798:7480 | +50   | 029:230 |
| 8.                                                         | TSV Bayer 04 Leverkusen   | 26  | 11 | 1 | 14 | 0665:6950 | −30   | 023:290 |
| 9.                                                         | Buxtehuder SV             | 26  | 11 | 1 | 14 | 0690:7310 | −41   | 023:290 |
| 10.                                                        | Sport-Union Neckarsulm    | 26  | 7  | 0 | 19 | 0703:7720 | −69   | 014:380 |
| 11.                                                        | BSV Sachsen Zwickau       | 26  | 7  | 0 | 19 | 0662:7920 | −130  | 014:380 |
| 12.                                                        | SV Union Halle-Neustadt   | 26  | 4  | 3 | 19 | 0630:7720 | −142  | 011:410 |
| 13.                                                        | HSV Solingen-Gräfrath (N) | 26  | 3  | 3 | 20 | 0676:8180 | −142  | 09:430  |
| 14.                                                        | HSG Bad Wildungen         | 26  | 3  | 1 | 22 | 0657:8630 | −206  | 07:450  |
| Quelle: handball-bundesliga-frauen.de, Stand: 26. Mai 2024 |                           |     |    |   |    |           |       |         |

| Legende |                                                                                      |
| (M)     | Deutscher Meister 2022/23                                                            |
| (P)     | DHB-Pokalsieger 2022/23                                                              |
| (N)     | Aufsteiger aus der 2. Bundesliga 2022/23                                             |
|         | Deutscher Meister und Teilnahme an der Gruppenphase der EHF Champions League 2024/25 |
|         | Teilnahme an der EHF European League 2024/25                                         |
|         | Abstieg in die 2. Bundesliga 2024/25                                                 |

## Statistiken
Xenia Smits wurde als Spielerin der Saison ausgezeichnet.

### Tore
| Platz | Tore | davon 7 m | Spielerin            | Verein                  | Tore des Vereins in der Saison |
| ----- | ---- | --------- | -------------------- | ----------------------- | ------------------------------ |
| 01.   | 179  | 37        | Toni-Luisa Reinemann | VfL Oldenburg           | 798                            |
| 02.   | 166  | 66        | Ema Hrvatin          | BSV Sachsen Zwickau     | 662                            |
| 03.   | 160  | 49        | Mariana Lopes        | TSV Bayer 04 Leverkusen | 665                            |
| 04.   | 151  | 0         | Nina Engel           | Sport-Union Neckarsulm  | 703                            |
| 05.   | 143  | 17        | Johanna Reichert     | Thüringer HC            | 847                            |

### Paraden
| Platz | Tore | Spielerin         | Verein                  |
| ----- | ---- | ----------------- | ----------------------- |
| 01.   | 250  | Miranda Nasser    | TSV Bayer 04 Leverkusen |
| 02.   | 243  | Gabriela Moreschi | SG BBM Bietigheim       |
| 03.   | 230  | Caroline Martins  | BSV Sachsen Zwickau     |
| 04.   | 220  | Melanie Veith     | HSG Blomberg-Lippe      |
| 04.   | 220  | Lena Ivančok      | Sport-Union Neckarsulm  |

## Die Meistermannschaft
| 1. | SG BBM Bietigheim |
|    | - Mannschaft: Melinda Szikora, Sarah Nørklit Lønborg, Gabriela Moreschi, Kaba Gassama, Antje Döll, Klara Birtić, Inger Smits, Karolina Kudłacz-Gloc, Anne With Johansen, Sofia Hvenfelt, Kelly Dulfer, Xenia Smits, Isabelle Andersson, Danick Snelder, Jenny Behrend, Noémi Háfra, Dorottya Faluvégi, Veronika Malá - Trainer: Jakob Vestergaard |